# Ita Ever
Ita Ever, właściwie Ilse Ever (ur. 1 kwietnia 1931 w Paide, zm. 9 sierpnia 2023) – estońska aktorka filmowa, radiowa, teatralna i telewizyjna.
Jest powszechnie uważana za Wielką Starą Damę teatru estońskiego.
Karierę rozpoczęła w 1953 roku jako aktorka teatralna, występując w wielu estońskich i rosyjskich filmach. Wcześniej była żoną estońskiego aktora Eina Baskina i była matką reżysera i aktora Romana Baskina (1954-2018).
W 1983 roku zagrała pannę Marple w filmie Tajna «Czornych drozdow» (ros. Тайна «Чёрных дроздов»), rosyjskojęzycznej adaptacji powieści Agathy Christie Kieszeń pełna żyta.
Występowała w produkcjach teatralnych i filmowych opartych na twórczości: Oskara Lutsa, A.H. Tammsaare’a, Matsa Traata, Agathy Christie, Nikołaja Gogola, Williama Szekspira, Johna Steinbecka, Henrika Ibsena i Antona Czechowa.